# Livingston Football Club 2019-2020
Questa voce raccoglie le informazioni riguardanti il Livingston Football Club nelle competizioni ufficiali della stagione 2019-2020.

## Stagione
- In Scottish Premiership il Livingston si classifica al 5º posto (39 punti, in media 1,30 a partita), dietro all'Aberdeen e davanti al St. Johnstone.
- In Scottish Cup viene eliminato agli ottavi di finale contro l'Inverness (1-0).
- In Scottish League Cup viene eliminato ai quarti di finale contro i Rangers (0-1).

## Maglie e sponsor
| Casa | Trasferta |

## Rosa
| N. |                             | Ruolo | Calciatore     |
| -- | --------------------------- | ----- | -------------- |
| 1  | Scozia (bandiera)           | P     | Ross Stewart   |
| 2  | Scozia (bandiera)           | D     | Nicky Devlin   |
| 3  | Irlanda del Nord (bandiera) | D     | Ciaron Brown   |
| 4  | Scozia (bandiera)           | D     | Alan Lithgow   |
| 5  | Scozia (bandiera)           | D     | Ricky Lamie    |
| 6  | Inghilterra (bandiera)      | C     | Marvin Bartley |
| 7  | Sudafrica (bandiera)        | C     | Keaghan Jacobs |
| 8  | Scozia (bandiera)           | C     | Scott Pittman  |
| 9  | Australia (bandiera)        | A     | Lyndon Dykes   |
| 10 | Scozia (bandiera)           | C     | Craig Sibbald  |
| 11 | Scozia (bandiera)           | C     | Steven Lawless |
| 12 | Scozia (bandiera)           | C     | Cameron Blues  |
| 14 | Scozia (bandiera)           | D     | Hakeem Odoffin |
| 15 | Francia (bandiera)          | D     | Cécé Pepe      |

| N. |                        | Ruolo | Calciatore            |
| -- | ---------------------- | ----- | --------------------- |
| 16 | Scozia (bandiera)      | C     | Robbie Crawford       |
| 17 | Scozia (bandiera)      | C     | Scott Robinson        |
| 18 | Scozia (bandiera)      | C     | Lee Miller            |
| 19 | Scozia (bandiera)      | A     | Chris Erskine         |
| 20 | Tunisia (bandiera)     | A     | Aymen Souda           |
| 21 | Scozia (bandiera)      | D     | Jack McMillan         |
| 22 | Scozia (bandiera)      | A     | Scott Tiffoney        |
| 23 | Italia (bandiera)      | C     | Raffaele De Vita      |
| 24 | Angola (bandiera)      | A     | Dolly Menga           |
| 25 | Nigeria (bandiera)     | D     | Efe Ambrose           |
| 27 | Inghilterra (bandiera) | D     | Jon Guthrie           |
| 29 | Scozia (bandiera)      | D     | Aaron Taylor-Sinclair |
| 30 | Montenegro (bandiera)  | P     | Matija Sarkic         |
| 33 | Togo (bandiera)        | D     | Steve Lawson          |